# Chris Twiddy
Christopher Twiddy (Pontypridd, 19 gennaio 1976) è un allenatore di calcio ed ex calciatore gallese, di ruolo attaccante.

## Carriera

### Giocatore

#### Club
Twiddy vestì la maglia del Plymouth, prima di passare allo Sligo Rovers. Nel 1998 emigrò in Norvegia, per militare nelle file del Liv/Fossekallen. Nel 2000 si trasferì allo HamKam, formazione che nel 2002 lo cedette allo Skeid. Nel 2003, fu ingaggiato dal Kongsvinger. Dal 2004 al 2006, fu in forza allo Hamar.

#### Nazionale
Conta 5 presenze e una rete per il Galles under 21, tutte nelle qualificazioni all'europeo di categoria.

### Allenatore
Il 30 agosto 2014, diventò allenatore dello HamKam: firmò un contratto valido fino al termine della stagione.